# Рау, Альбрехт
А́льбрехт Ра́у (нем. Albrecht Rau; 1843, Ансбах — 5 мая 1920, Мюнхен) — немецкий философ, писатель,
критик, последователь неокантианства. Преподаватель реального училища. 
Автор многочисленных сочинений, среди которых: «L. Feuerbachs Philosophie, die Naturforschung und die philosophische Kritik der Gegenwart» (Лейпц., 1882); «Das Empfinden und Denken» (Гиссен, 1896); «Die Ethik Jesu» (1899); «Der moderne Pansychismus» (1901); «Reformation und Renaissance» (1902); «Harnack, Goethe, D. Strauss und L. Feuerbach über das Wesen des Christentums» (1903), «Bibel und Offenbarungsglaube» (1903); «Theorien der modernen Chemie» (1877—84) и другие.
Упоминается Владимиром Лениным в его работе 1908 года «Материализм и эмпириокритицизм», где он считает его последователем Фейербаха, материалистом и в общем одобряет его взгляды и критику им теорию символов Гельмгольца.
В последние годы жизни отошёл от писательской деятельности и жил частной жизнью в Мюнхене.